# Medio natural de Puerto Lumbreras

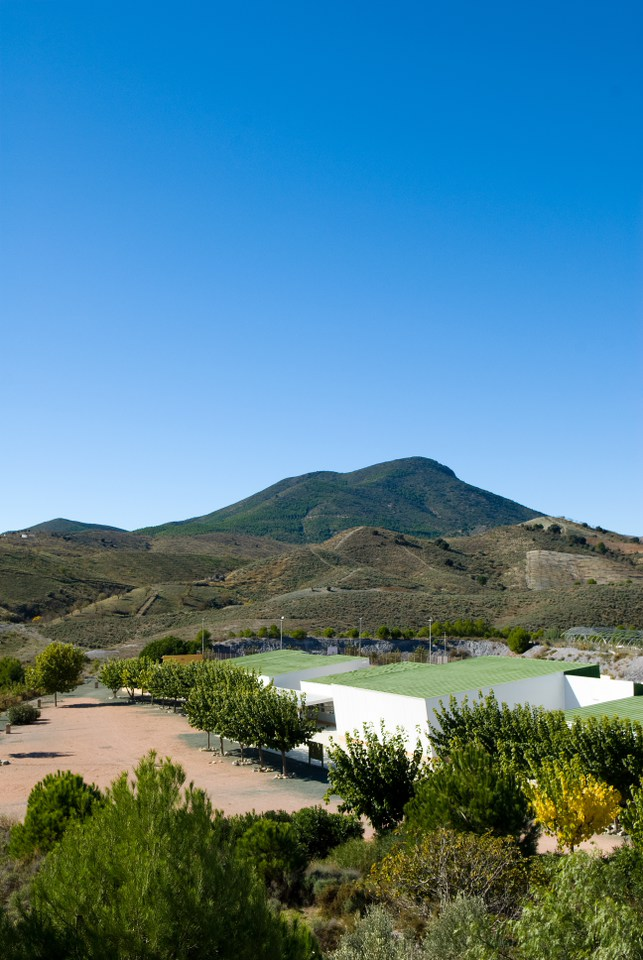
Cabezo de la Jara

Puerto Lumbreras es un municipio español de la Región de Murcia ubicado en la comarca del Alto Guadalentín, al suroeste de la región, limitando con la provincia de Almería (Andalucía). Su territorio comprende una superficie de 144,8 km² y una población que en 2010 era de 14.120 habitantes (INE 2010).

## Tipos de paisaje

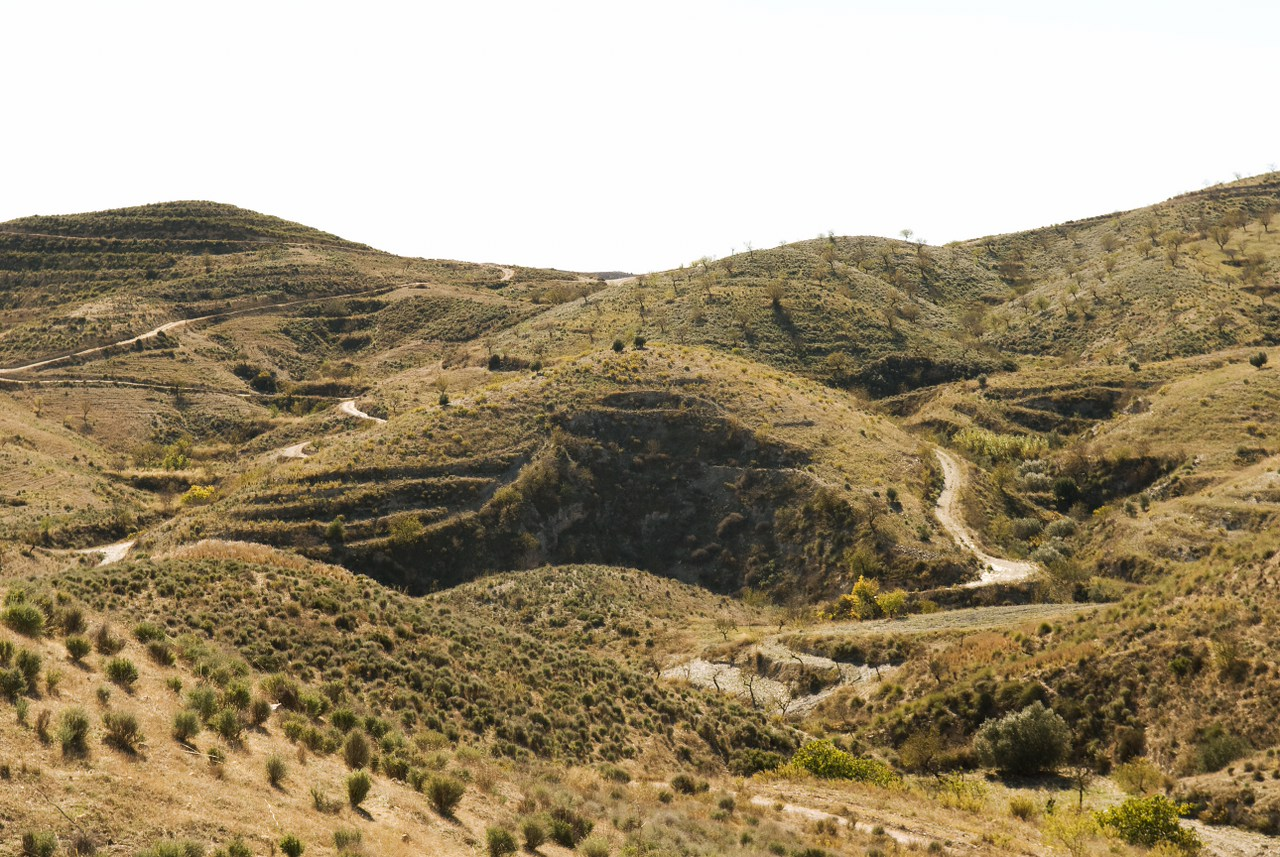
Cabezo de la Jara

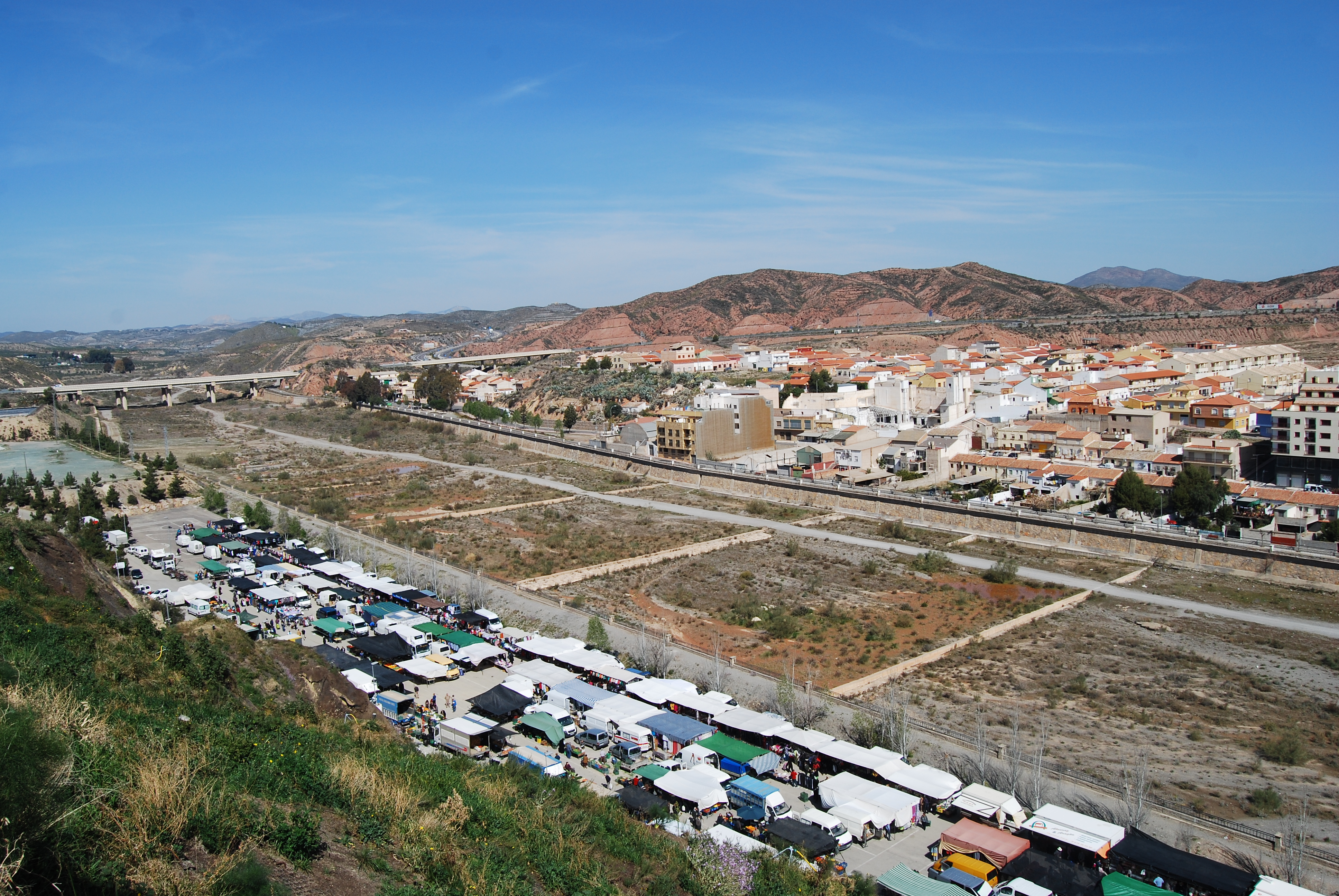
Rambla de Nogalte

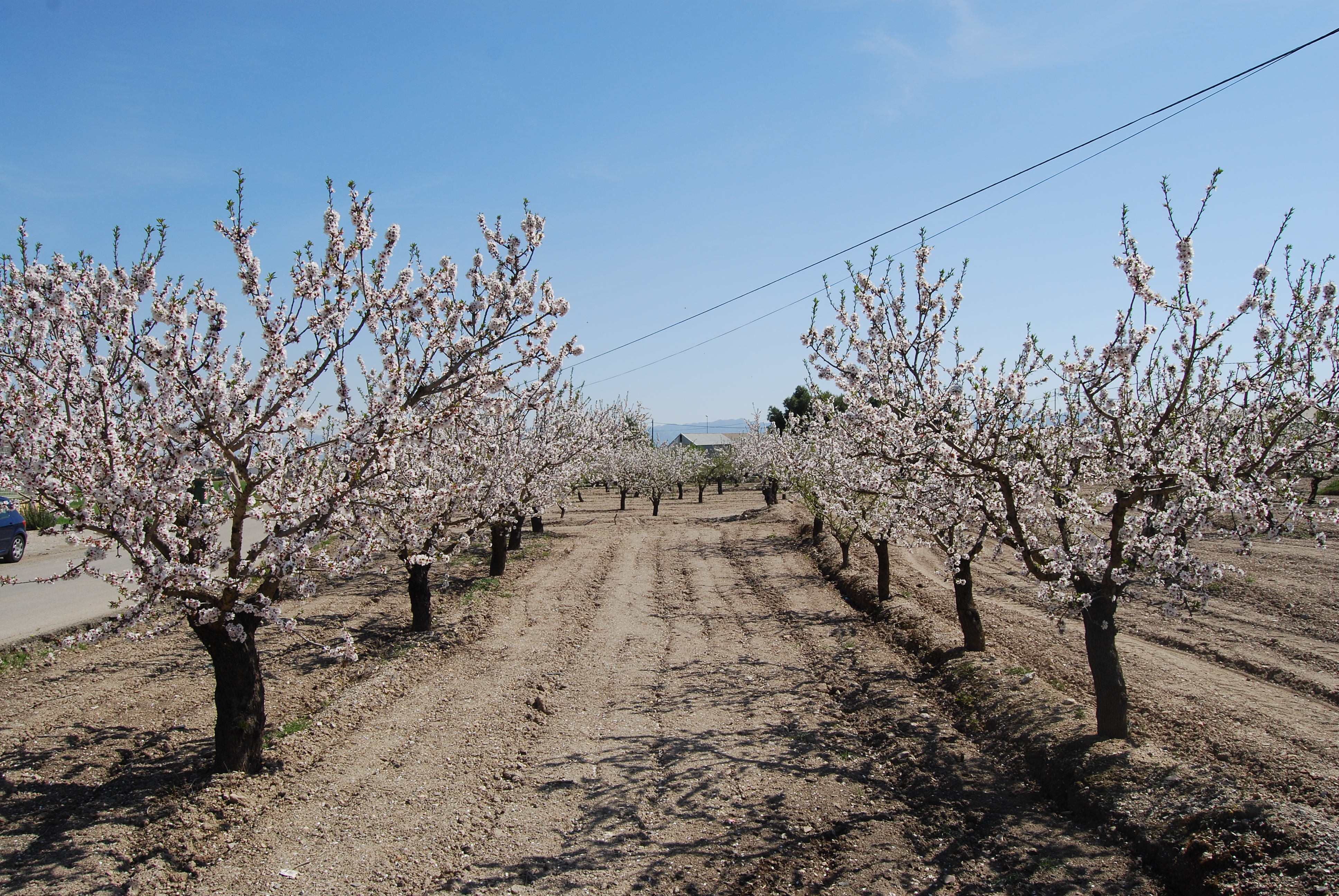
Llanos del Esparragal

Se distinguen tres tipos de paisaje, la montaña y el valle, ambos unidos por sistemas particulares como son los formados por las ramblas. 

### Montaña
- Cabezo de la Jara.Es el monte más elevado del término municipal con una altitud de 1.242 metros sobre el nivel del mar, lo que lo convierte en una de las cumbres más elevadas de toda la Región de Murcia. Es un casquete calcáreo sobre rocas pizarrosas (esquistos) que está contemplado como Lugar de Importancia Comunitaria (L.I.C)  a propuesta de la Comunidad Autónoma de la Región de Murcia junto al marco territorial de la Rambla de Nogalte, con una extensión de protección ambiental de 1325,69 hectáreas.[2]

- Sierra de en medio. Al sur del municipio se sitúa la Sierra de Enmedio, que también se extiende por los municipios de Lorca y Huércal Overa. Está catalogada como LIC a propuesta de la comunidad autónoma, principalmente por la presencia de la tortuga mora.[2]
 Cuenta además con cuatro Lugares de Interés Geológico. Destacan las mineralizaciones de hierro, que fueron explotadas a principios del siglo XX con una extracción global de 1,5 millones de toneladas con una ley media del 43% de Fe2.[3]

- Peñas de Béjar. En este paraje, situado entre los municipios de Puerto Lumbreras y Lorca, existen unos farallones o riscos producidos por la erosión. En estos riscos se practica la escalada, siendo el segundo centro de entrenamiento de la Región de Murcia en esta especialidad.[4]

### Ramblas
Las ramblas presenten una vegetación y fauna características. En algunos tramos, aparece una vegetación hidrófila diversa que llega a constituir en algunos tramos verdaderos bosques galería. Las más importantes son:
- Rambla de Nogalte. Es el principal curso (de carácter estacional) de agua del municipio. Nace en la Sierra de las Estancias (Vélez Rubio). Su cuenca es de 139 km² y su lecho es amplio y pedregoso, consecuencia de las grandes avenidas que se producen periódicamente.

- Rambla de Vilerda. Nace en la vertiente oriental del Cabezo de la Jara. Recibe aportaciones de otros cauces intermitentes a lo largo de su recorrido para desembocar finalmente en la Rambla de Viznaga.

- Rambla de Béjar. Constituye el límite entre los municipios de Lorca y Puerto Lumbreras. Nace en la sierra de la Torrecilla y muere en la de Viznaga, afluente del río Guadalentín.

Otras ramblas en el municipio de Puerto Lumbreras son la rambla Bermeja, la rambla de Viznaga o la rambla de Talancón.

### El Valle
Es la parte más baja del municipio y donde se concentra la mayoría de la población en las localidades de Puerto Lumbreras, El Esparragal y la Estación. 
- Llanos del Esparragal. Paisaje de origen endorreico por los sedimentos aportados por ramblas como la de Nogalte. Presenta forma ondulada debido a los conos de deyección de dichas ramblas.

- Puerto Adentro. Al igual que el anterior, es un valle que ha sido colmatado por los aportes de la rambla de Vilerda y la Bermeja.

## Naturaleza

### Flora

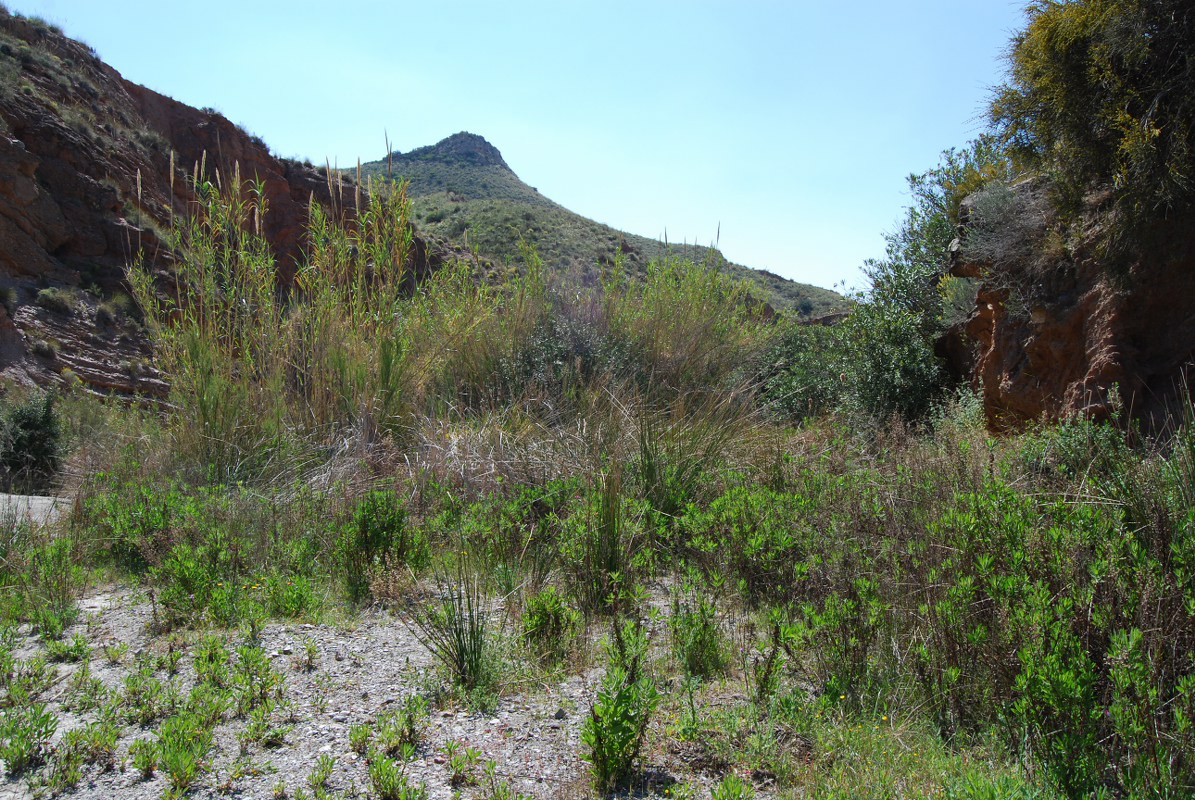
Rambla de Vilerda

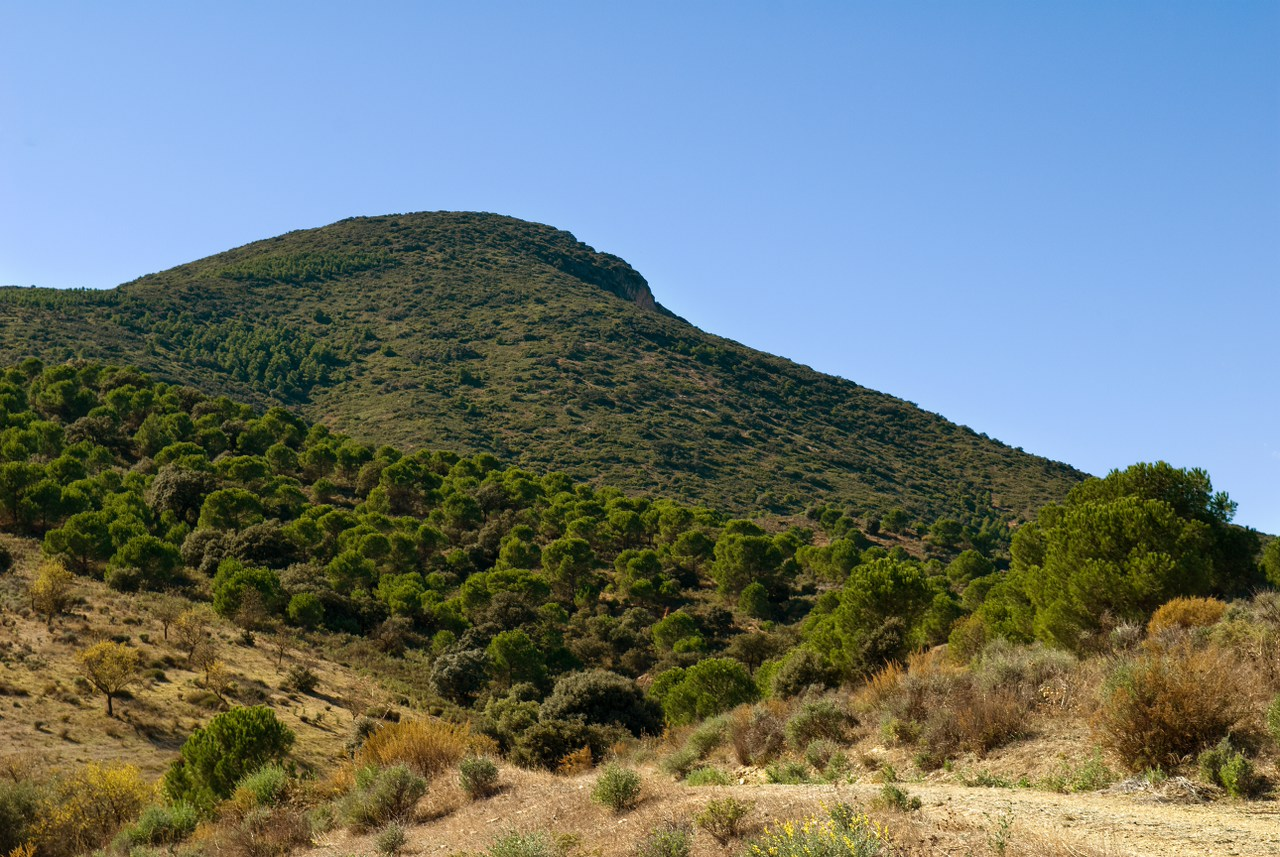
Cabezo de la Jara

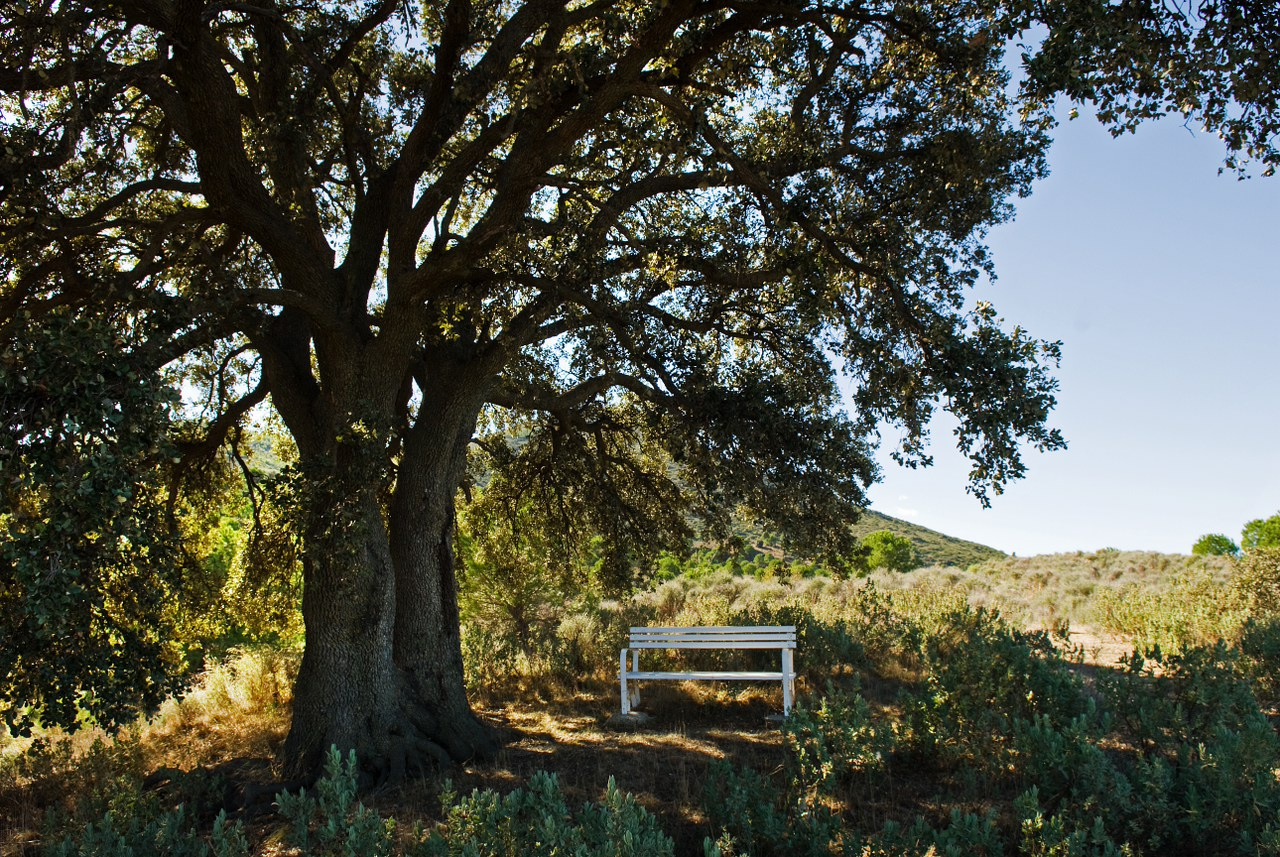
Carrasca en el Cabezo de la jaral

La variedad de medios físicos en Puerto Lumbreras ha provocado que la flora del municipio se caracteriza por la presencia de especies típicas de la tipología mediterránea. No existen grandes formaciones boscosas, salvo grupos aislados en la Sierra de Enmedio y el Cabezo de la Jara. Sin embargo, es destacable que este último era conocido durante el período medieval islámico como Yabal al-Jasab, el monte de la Madera, lo que alude al uso que tuvo antiguamente. En este sentido, la deforestación, el pastoreo o la roturación de tierras para su cultivo ha contribuido a la pérdida de masa forestal del municipio.

En el Cabezo de la Jara el paisaje característico son los espliegos, romeros y espartos, aunque también se encuentran encinas centenarias de gran porte, pinos, coscojas, almez, y jaras.  También crecen entremezcladas amapolas, mojigatas y viboreras.

En las ramblas predomina la vegetación de tipo arbustivo, fundamentalmente enebro, lentisco, espino negro, acebuche, esparto, mimbrera, tapeneras, romero o tomillo.  En algunos tramos se encuentran bosques en galería formados por carrizos, baladre, juncales y especies arbóreas de ribera, como los granados, álamos y olmos.
En los llanos, aparte de algunas de las especies mencionadas, la mayor parte de la superficie está dedicada al laboreo agrícola, con cultivos de secano (almendros y olivos) y regadíos como hortalizas (brócoli, lechuga o coliflor) y frutales (naranjos, perales).

### Fauna
Uno de los animales significativos es la tortuga mora, especie protegida que cuenta con varios hábitats protegidos en la sierra de Enmedio y el Cabezo de la Jara. Algunas especies casi han desaparecido de la zona, como los jilgueros, las águilas perdiceras o los colorines.  También se observan aves migratorias, como las abubillas, palomas torcaces, pajaritas de las nieves o los colirrojos.

La rambla sirve de cobijo a un gran número de especies de fauna silvestre (pájaros mosquiteros, culebras de escalera, liebres, conejos …etc).

## Espacios Protegidos

### LIC (Lugares de Importancia Comunitaria)
El municipio de Puerta Lumbreras cuenta con dos espacios catalogados como LIC a propuesta de la Comunidad Autónoma:
- Cabezo de la Jara y rambla de Nogalte(Código ES6200039)
- Sierra de Enmedio (Código ES6200046).

### Fundación Global Nature
La sierra cuenta además con tres reservas protegidas creadas mediante la firma de convenios de la Fundación Global Nature con los propietarios, que implica a estos en la conservación y gestión del territorio y de sus recursos biológicos, y que suma un total de 380 hectáreas.